# Musée d'Art du Queens
Le musée d'Art du Queens (en anglais : Queens Museum of Art ; également connu sous l'acronyme QMA) est le principal musée d'art de l'arrondissement de Queens à New York. Il conserve environ 6 500 objets.

## Histoire
Le bâtiment a été construit en 1937 sur les plans de l'architecte américain Aymar Embury II (en) dans le cadre de l'exposition universelle de 1939.
La plupart des sessions de l'Assemblée générale des Nations unies s'y sont tenues entre 1946 et 1950, avant que l'organisation ne s'installe définitivement à Manhattan.
Il servira ensuite de pavillon pour la ville de New York lors de la Foire internationale de 1964-1965.
Après quelques aménagements intérieurs le bâtiment est reconverti pour accueillir le « Queens Center for Art and Culture » en 1972.
En 1994, Rafael Viñoly réaménagea l'espace intérieur du musée.

## Financement
En 2005, le museum faisait partie des 406 institutions à recevoir de l'argent de la Carnegie Corporation.

## Dans la culture populaire
- Le musée apparaît dans les jeux vidéo Grand Theft Auto 4 et Grand Theft Auto: Chinatown Wars sous le nom de Ice Skating Museum. Dans GTA: Chinatown Wars, le musée se fait détruire.

## Collections
- William Sharp (lithographe) (1803–1875)

### Expositions
- Tiffany & Co.
- Stephen Talasnik
- Yue Minjun
- Cai Guo-Qiang
- Mark Freeman
- Dawoud Bey (en)
- Atta Kim (en)
- O Zhang (en)
- Hedda Sterne
- Margot Lovejoy (en)